# Love and the Devil
Love and the Devil is een Amerikaanse dramafilm uit 1929 onder regie van Alexander Korda. Destijds werd de film in Nederland uitgebracht onder de titel Liefde en haat in Venetië.

## Verhaal
Lord Dryan trouwt met de knappe Italiaanse operazangeres Giovanna. Ze kan moeilijk wennen aan het leven in Engeland en overtuigt haar man om te verhuizen naar Venetië. Daar krijgt ze op een nacht een bezoek van de zanger Barotti. Lord Dryan treft hen samen en gelooft dat Giovanna hem bedriegt. Wanneer Giovanna vervolgens verdwijnt, wordt haar man beschuldigd van moord.

## Rolverdeling
| Acteur           | Personage  |
| ---------------- | ---------- |
| Milton Sills     | Lord Dryan |
| María Corda      | Giovanna   |
| Ben Bard         | Barotti    |
| Nellie Bly Baker | Meid       |
| Amber Norman     | Prostituee |